# یوسف نجار (فیلم)
یوسف نجار (ایتالیایی: Giuseppe di Nazareth) یک تله‌فیلم ایتالیایی به کارگردانی رافائله مرتس است که در سال ۲۰۰۰ منتشر شد و دربارۀ زندگی یوسف نجار است.

## بازیگران
- توبیاس مورتی
- انیو فانتاستیکینی
- فرانکو اینترلنگی
- آندرئا پرودان
- ماتیا اسبراجا
- آیدا دی بندتو
- رناتو اسکارپا